# Geber (namn)
Geber, ibland skrivet Ieber, är ett efternamn.
Den 31 december 2014 fanns det totalt 63 personer folkbokförda i Sverige med efternamnet Geber, varav 26 bar det som tilltalsnamn.

## Personer med efternamnet Geber
- Julius Geber (1816–1874), grosshandlare och bankir som grundade bankirfirman Julius Geber & Co.
- Philip Geber (1850–1928), bankir, delägare i bankfirman Julius Geber & Co, lät 1911–1913 uppföra Villa Geber i Diplomatstaden, Stockholm. Han var bror till Martin Geber och Ernst Hugo Geber.
- Martin Geber (1856–1929), bankir, delägare i bankfirman Julius Geber & Co, känd för Gebers konvalescenthem som invigdes 1936 och byggdes med en donation av Geber. Han var bror till Philip Geber och Ernst Hugo Geber.
- Ernst Hugo Geber (1853–1914), bokförläggare, förvärvade 1911 Grünewaldvillan i Saltsjöbaden, Nacka. Han var bror till Philip Geber och Martin Geber.
- Nils Geber (1878–1937), bokförläggare, son till Ernst Hugo Geber.